# 戸田隆
戸田 隆（とだ たかし）は、日本のプロレーサー、モータージャーナリスト、２輪国際ライセンス所有。
有限会社 G-Tribe 社長。

## 来歴
長崎県生まれ、神奈川県育ち。